# Jerónimo José Cándido
Jerónimo José Cándido (Chiclana de la Frontera, 8 de enero de 1770-Madrid, 1 de abril de 1839) fue un notable matador de toros español, hijo del también torero José Cándido Expósito.
A la muerte de su padre quedó en muy buena posición económica, pero no tardó en verse completamente arruinado, dedicándose entonces al toreo e ingresando en la cuadrilla del célebre Pedro Romero. Su agilidad, inteligencia y sus deseos de aprender, le llevaron bien pronto a figurar en primera fila, reuniendo la seriedad de la escuela rondeña, de la que era representante su maestro y la alegría de la sevillana. Recorrió con aplauso las principales plazas de España y una afección reumática le obligó a retirarse en 1812.
Ideó y practicó con gran éxito la suerte llamada del encuentro y aunque había ganado mucho dinero, al retirarse era tan pobre como cuando empezó a ejercer su arriesgada profesión, concediéndosele un modesto empleo en el resguardo de sales de Sanlúcar de Barrameda, hasta que en 1830 fue nombrado director de la Escuela de Tauromaquia de Sevilla.